# Laika (Vanuatu)
Laika (Ile Laika, Laïka, Île Laïka) è una piccola isola dell'Oceano Pacifico, appartenente alle Isole Shepherd nella provincia di Shefa, Vanuatu. Si trova 7,4 km a nord dell'isola di Tongoa e 2,6 km a sud-est dell'isoletta di Tefala.
Laika e le altre isole sparse attorno Tongoa una volta erano parte di una più grande massa terrestre, formata dalle eruzioni del vulcano sottomarino di Kuwaé, esploso nel 1475 circa.
Ha una superficie di circa 1 km².